# Bajagić
Bajagić je naselje na Hrvaškem, ki upravno spada pod mesto Sinj; le-ta pa spada pod Splitsko-dalmatinsko županijo.

## Demografija
| Pregled števila prebivalcev po letih | Pregled števila prebivalcev po letih | Pregled števila prebivalcev po letih | Pregled števila prebivalcev po letih | Pregled števila prebivalcev po letih | Pregled števila prebivalcev po letih | Pregled števila prebivalcev po letih | Pregled števila prebivalcev po letih | Pregled števila prebivalcev po letih | Pregled števila prebivalcev po letih | Pregled števila prebivalcev po letih | Pregled števila prebivalcev po letih | Pregled števila prebivalcev po letih | Pregled števila prebivalcev po letih | Pregled števila prebivalcev po letih |      |
| ------------------------------------ | ------------------------------------ | ------------------------------------ | ------------------------------------ | ------------------------------------ | ------------------------------------ | ------------------------------------ | ------------------------------------ | ------------------------------------ | ------------------------------------ | ------------------------------------ | ------------------------------------ | ------------------------------------ | ------------------------------------ | ------------------------------------ | ---- |
| 1857                                 | 1869                                 | 1880                                 | 1890                                 | 1900                                 | 1910                                 | 1921                                 | 1931                                 | 1948                                 | 1953                                 | 1961                                 | 1971                                 | 1981                                 | 1991                                 | 2001                                 | 2011 |
| 551                                  | 632                                  | 705                                  | 853                                  | 909                                  | 982                                  | 956                                  | 974                                  | 936                                  | 973                                  | 1007                                 | 906                                  | 868                                  | 844                                  | 696                                  | 562  |

## Kultura
V naselju se nahaja župnijska cerkev Svetega Nikolaja, ob kateri je vaško pokopališče.

## Zgodovina
Do Hrvaške teritorialne reorganizacije je bil Bjagić del stare občine Sinj.